# Dervla Murphy
Dervla Murphy   (Lismore, 28 de novembre de 1931 - Lismore, 22 de maig de 2022) va ser una aventurera i escriptora irlandesa, autora del llibre Full Tilt: Ireland to India with a Bicycle en el qual relata el seu viatge a l'Índia en bicicleta, i de vora una trentena de llibres sobre sengles viatges a l'Àfrica, l'Àsia i l'Amèrica del Sud.

## Biografia
Filla de famílies dublineses implicades en el moviment republicà, son pare estigué tres anys en la presó de Wormwood Scrubs i set anys a la Sorbona abans de ser nomenat bibliotecari del Waterford County; sa mare es quedà privada de resultes d'una artritis quan Dervla tenia un any. Murphy estudià al convent d'Ursulines de Waterford fins als catorze anys, ja que hagué de fer-se càrrec de la llar i de sa mare; durant els setze anys següents, Murphy alternà el treball amb els viatges amb bicicleta per Europa, fins que l'any 1963, després de la mort de sa mare, feu el trajecte a l'Índia, durant el qual treballà amb xiquets tibetans refugiats; un any més tard, tornà a Irlanda i escrigué dos llibres sobre l'experiència.
Durant aquell viatge, uns llops l'atacaren al pas per Iugoslàvia, però se salvà gràcies a un revòlver del calibre 25 que li havia donat el gardaí del seu poble; en altres aventures, Murphy va ser apedregada per joveneus, patí la picada d'un alacrà i mossos de tota classe d'insectes, va ser assaltada a l'Azerbaidjan i estigué a punt de morir a Etiòpia; contragué malària a l'Àfrica, disenteria al Pakistà, brucel·losi a l'Índia, hepatitis a Madagascar, es trencà costelles (més d'una volta), el crepó, un peu i un costat; refusa els qualificatius de valenta i coratjosa i també rebutjà l'ajuda d'un cotxe estatunidenc durant la travessia d'un desert.
Després d'escriure A Month By The Sea («un mes a la vora del mar»), sobre la franja de Gaza, als huitanta anys Murphy tornà a Israel i Palestina per a obtindre material per a una segona part: Between River and Sea («entre riu i mar»), publicat el 2016, per al qual es llegí més de dos-cents llibres sobre el conflicte palestino-israelià; després de fracturar-se la pelvis a Jordània se n'hagué de tornar a casa i deixar de viatjar i d'escriure. Murphy, que no va usar mai un ordinador, escrivia a mà i en acabant mecanografiava els texts, darrerament amb una màquina d'escriure elèctrica.